# 더러운 손의 문제
더러운 손의 문제(problem of dirty hands)는 정치 지도자와 유사한 위치에 있는 사람들이 국가 보존과 같은 중요한 도덕적 또는 정치적 목적을 실현하기 위해 이러한 방식으로 "손을 더럽히는 것"이 필요한 경우에도 심각하게 부도덕한 행동을 저지르는 것이 정당화될 수 있는지, 공동체의 지속적인 존재 또는 임박한 사회적 재앙을 예방할 수 있는지 여부에 관한 것이다. 정치적 행위자가 그렇게 정당화될 수 있다면 역설이나 모순이 나타나는 것 같다. 왜냐하면 이러한 행위자는 가설 외 도덕적으로 허용되지 않는 행동을 수행할 수 있거나 수행해야 하기 때문이다. 더러운 손 문제가 발생할 수 있는 상황의 전형적인 예에는 TV 시리즈 24 (드라마)에서 대중화된 시한폭탄 시나리오가 포함된다. 더러운 손 문제는 도덕 철학, 정치철학, 정치윤리가 모두 교차하는 지점에 있다.

## 같이 보기
- 조르조 아감벤
- 결과주의 vs 의무론